# Глазирін Володимир Іванович
Володимир Іванович Глазирін (нар. 1909, селище Воткінський завод Сарапульського повіту Вятської губернії, тепер місто Воткінськ Удмуртської Республіки, Російська Федерація — 17 вересня 1976, місто Москва, Російська Федерація) — радянський діяч, інженер, директор Ново-Краматорського заводу важкого машинобудування імені Сталіна Сталінської області. Депутат Верховної Ради УРСР 4—5-го скликань.

## Біографія
Народився у родині робітника Воткінського заводу. У 1928 році закінчив машинобудівний технікум. З 1928 року працював техніком-механіком, начальником відділу технічного контролю Пермського заводу сільськогосподарських машин, начальником інструментального цеху Запорізького моторного заводу.
Член ВКП(б) з 1941 року.
У 1941—1947 роках — начальник відділу Уральського заводу важкого машинобудування імені Серго Орджонікідзе у місті Свердловську, РРФСР. Без відриву від виробництва закінчив політехнічний інститут.
У 1947—1952 роках — начальник спеціального відділу, начальник експериментального цеху «Уралмашзаводу» у місті Свердловську.
У 1952—1954 роках — директор Московського заводу підйомно-транспортного обладнання «Підйомник».
У 1954—1963 роках — директор Ново-Краматорського заводу важкого машинобудування імені Сталіна (імені Леніна) Сталінської (з 1961 року — Донецької) області.
У 1963 — березні 1966 року — начальник управління Ради народного господарства СРСР.
12 квітня 1966 — 17 вересня 1976 року — заступник голови Державного комітету Ради Міністрів СРСР із матеріально-технічного постачання (Держпостачу СРСР).
Похований на Ново-Дівочому цвинтарі міста Москви.

## Нагороди
- орден Леніна (17.06.1961)
- два ордени Трудового Червоного Прапора (31.12.1966, 18.07.1969)
- три ордени «Знак Пошани» (5.06.1942, 20.04.1956, 27.12.1957)
- орден Червоної Зірки (5.08.1944)
- орден Дружби народів (29.12.1973)
- медалі